# 福井県道270号桝谷ダム宇津尾線
福井県道270号桝谷ダム宇津尾線（ふくいけんどう270ごう ますたにダムうつおせん）は、福井県南条郡南越前町を通る一般県道である。

## 概要
2005年（平成17年）に完成した桝谷ダムと福井県道231号広野大門線を結ぶ。

### 路線データ
県道の認定告示に基づく整理番号、路線名、起終点および重要な経過地は次のとおり。
- 整理番号：270
- 路線名：桝谷ダム宇津尾線
- 起点：南越前町宇津尾（95字小脇17番23[2]、桝谷ダム）
- 終点：南越前町宇津尾（38字大橋詰2番2[3]、福井県道231号広野大門線交点）
- 重要な経過地：なし
- 路線延長：3389.9 m[4]

## 歴史
- 2017年（平成29年）4月1日 - 一般県道桝谷ダム宇津尾線として路線認定[5]、区域決定[6]、供用開始[7]。

## 路線状況

### 道路構造物
- 4号橋（桝谷川）
- 枡谷ダムトンネル
- 3号橋（桝谷川）
- 2号橋（桝谷川）
- 1号橋（桝谷川）
- 宇津尾大橋（日野川）

### 道路管理者
- 福井県丹南土木事務所 - 全線

## 地理

### 通過する自治体
- 福井県南条郡南越前町

### 交差する道路
- 福井県道231号広野大門線